# Parafia św. Łukasza Ewangelisty w Warszawie (Białołęka)
Parafia św. Łukasza Ewangelisty w Warszawie – parafia rzymskokatolicka należąca do dekanatu tarchomińskiego diecezji warszawsko-praskiej, metropolii warszawskiej Kościoła katolickiego, w Warszawie, w dzielnicy Białołęka, na osiedlu Kępa Tarchomińska. Obsługiwana przez księży diecezjalnych.

## Historia parafii
Parafia została erygowana w 2001 roku. 
W 2016 został oddany do użytku kościół parafialny, którego funkcje pełniła wcześniej tymczasowa kaplica.